# More Than a Thousand
More Than a Thousand war eine Metalcore-Band aus Setúbal in Portugal. Sie spielten Metalcore im Stile der Cancer Bats und OneSideZero.

## Bandgeschichte
Die Band wurde 2001 von Vasco Ramos, Filipe Oliveira und Sérgio Sousa in Setúbal (Portugal) gegründet. Nach mehreren EPs zog die Band 2005 nach London. Ihr Debütalbum The Hollow nahm die Band 2006 in Umeå, Schweden mit den Produzenten Pelle Henricsson und Eskil Lovstrm (Refused, Poison the Well) auf. Das Debütalbum ist eine Fortsetzung der vorangegangenen EP Trailers Are Always More Exciting Than Movies und ein Konzeptalbum über die Geschichte der Band.
Nach einer Tour mit Metallica und Mastodon folgte die EP Volume III: Mar (EP), die in Portugal aufgenommen  und in New York von Alan Douches (Every Time I Die, Converge)  gemischt wurde. Im Januar 2008 tritt die Band auf dem Eurosonic Festival in Groningen auf. 2009 entstand das zweite vollständige Album Volume IV: Make Friends and Enemies mit Produzent Paul Leavitt in Baltimore. Nach einer Tour im Vorprogramm von 30 Seconds to Mars folgte eine Europatour als Headliner.
2016 gab die Band ihre Auflösung bekannt. Zum Abschied wurde am 10. Dezember ein Abschiedskonzert in Lissabon gespielt. Im Januar 2018 kündigte der ehemalige Sänger Vasco Ramos ein Solo-Projekt namens XANDE an.

## Diskografie
- 2001: Those in Glass Houses Shouldn’t Throw Stones (EP)
- 2004: Too Many Teen Massacre Horror Movies (EP)
- 2004: Volume I: Trailers Are Always More Exciting Than Movies (EP)
- 2005: Two Songs… An Endless Body Count (Demo)
- 2006: Volume II: The Hollow
- 2008: Volume III: Mar (EP)
- 2010: Vol. 4: Make Friends and Enemies
- 2014: Vol. 5: Lost At Home